# Gartenarbeitsschule und Freilandlabor Tempelhof-Schöneberg
Die Gartenarbeitsschule und Freilandlabor Tempelhof-Schöneberg, meist Gartenarbeitsschule Schöneberg, ursprünglich Schöneberger Schülergärten ist eine Gartenarbeitsschule im Schöneberger Südgelände in Berlin. Sie wurde im Zuge der Reformschulbewegung im Jahr 1922 durch Friedrich Haak gegründet. Sie wird vor allem von Schülern und Grundschülern aus den Schulen des Berliner Bezirks Tempelhof-Schöneberg besucht, die sich auf dem 25.000 m² großen Gelände mit Gartenarbeit und der Natur vertraut machen sollen.
In der Gartenarbeitsschule befinden sich Schülergärten, ein Freilandlabor, ein großes Kaninchengehege, Gewächshäuser, zwei beheizbare Klassenräume und ein kleiner Weinhang. Nach den Gartenarbeitsschulen in Charlottenburg und Friedrichshain-Kreuzberg ist die Schöneberger die drittgrößte der 14 Berliner Gartenarbeitsschulen. Sie gehörte zu den ersten Gartenarbeitsschulen in Berlin und wirkte damit auch vorbildhaft für ganz Preußen. Der Erhalt der Schule und des Geländes kostet etwa 170.000 Euro im Jahr (Stand 2011).

## Geschichte
Bereits im Jahr 1912 wandelt der Oberrealschullehrer Friedrich Haak insgesamt 1000 m² Fläche auf dem Gelände der Hohenzollernschule in einen Schülergarten um. Inspiriert war Haak durch den Küchen- und Liefergarten an seiner Schule, der damals allein zur Versorgung der Schule diente. Haak forderte, dass Schüler und Lehrer den Garten gemeinsam pflegen und bearbeiten mussten. Zudem sollten die Pflanzen in einer natürlich Umgebung gezeigt werden, das heißt mit Teichen, einem Bach, Wiesen, einem Sumpf, mit echten Obstbäumen etc.
Initiiert durch den Reformpädagogen Haak und maßgeblich unterstützt vom Schöneberger Bezirksstadtrat und Oberlyzealdirektor Hannemann erwirbt der Bezirk 1922 Land für eine Gartenarbeitsschule im damals noch unerschlossenen Südgelände. Hannemann selbst hatte bereits Ende des 19. Jahrhunderts einen Schülergarten in seinem Friedenauer Lyzeum gegründet. Die ehemaligen Ackerflächen des Südgeländes wurden zu der Zeit von Kleingärtnern besiedelt und sollten bereits seit der Jahrhundertwende langfristig Großsiedlungen im Berliner Süden beherbergen. Dank der 1919 erfolgten Verabschiedung der Kleingarten- und Kleinpachtlandverordnung durch die Weimarer Nationalversammlung gelingt es den Schönebergern das Land als Garten zu erhalten und so für die Schülergärten nutzbar zu machen.
Ab 1922 beginnen die Schüler sämtlicher Friedenauer und von zwei Schöneberger Schulen damit das Gelände herzurichten. Die eigentliche Errichtung der Gartenarbeitsschule erfolgte ab 1924 mit der Herrichtung des Bodens, dem Bau von Zäunen und einer Gerätehalle. Zusammen mit den Schulen in Neukölln und Wilmersdorf war die Schöneberger damit eine der ersten Gartenarbeitsschulen in Berlin.
Im Jahr 1926 umfassen die Schöneberger Schülergärten eine Fläche von 50.000 m², auf der gut 1.300 Schöneberger und Friedenauer Schüler arbeiten. 1934 wurde ein Teil der Beete in Gemeinschaftsbeete umgewandelt, da dies besser der Blut-und-Boden-Ideologie des Nationalsozialismus entsprechen sollte.
In der Nachkriegszeit versorgten die Schülergärten vor allem die Schöneberger Krankenhäuser mit frischen Produkten. In den 1960er Jahren begann eine verwissenschaftlichung des Unterrichts, der nun weniger auf direkte Erfahrung, sondern auf ein abstrakteres theoretischeres Verständnis zielte. Die Lehrrichtung wechselte wieder in den 1980ern. Die Umweltbewegung bewirkte auch in der Gartenarbeitsschule wieder eine stärkere Hinwendung zum praktischen und zum direkten Kontakt mit der Natur.
Zur Gartenarbeitsschule kam im Jahr 1988 – auch mit Hilfe von Arbeitsbeschaffungsmaßnahmen – ein Freilandlabor mit Weinberg hinzu. Dies war das erste Freilandlabor in Berlin. Die erste Lese erfolgte 1991, der Wein wurde allerdings gestohlen. Im Jahr 2000 wurde die Gartenarbeitsschule um ein Tier- und Spielhof hinzu.

## Einrichtungen

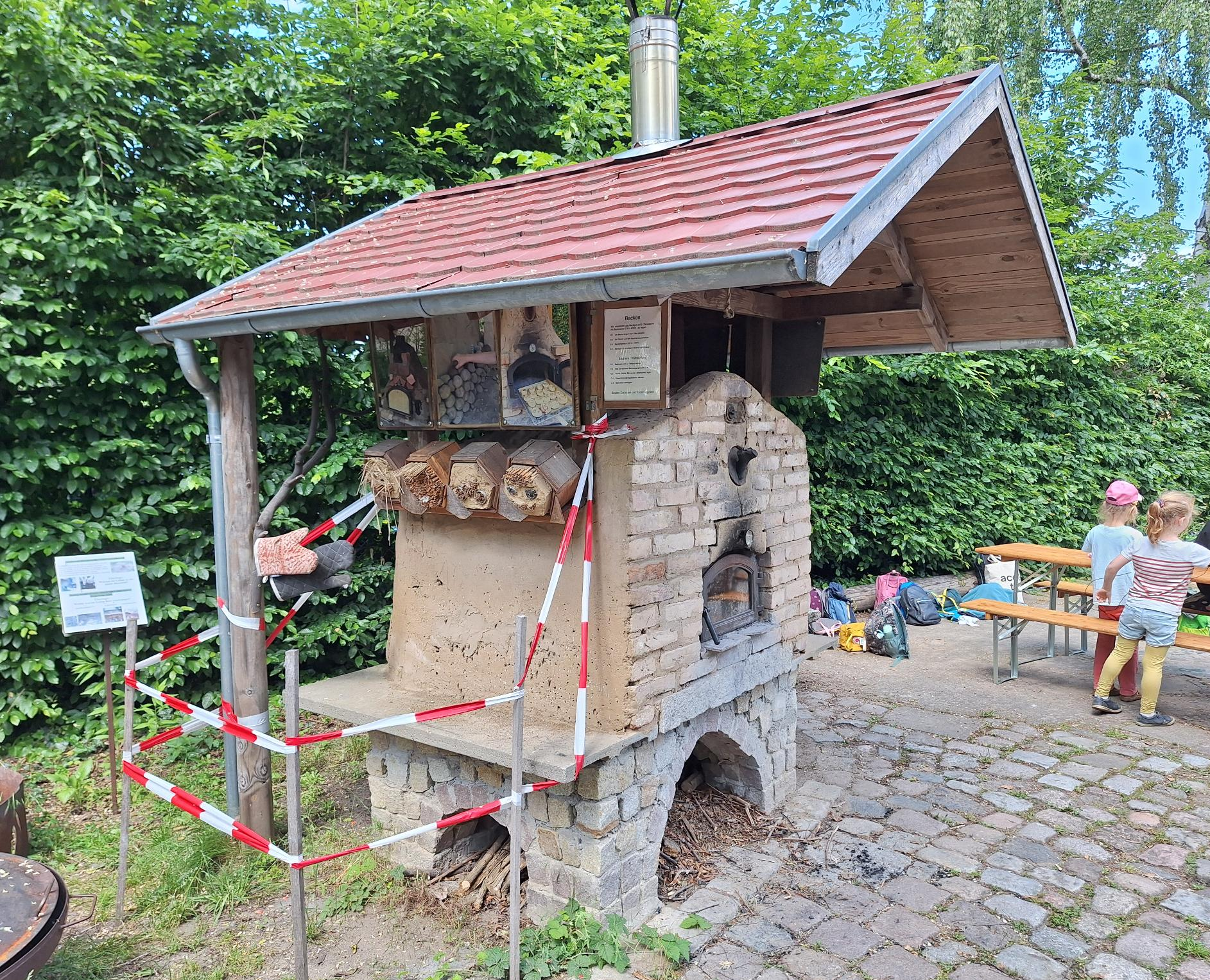
Backofenhaus mit Wildbienenwand, 2025

Der Gartenteil umfasst 15 Schülerfelder und einen alten Obstbaumbestand auf 10.000 m². Die Klassen kommen in der Regel einmal in der Woche zur Gartenarbeit. In ihrer Gartenarbeit können die Schüler auf Pflanzen zurückgreifen, die in den eigenen Gewächshäusern der Schule vorgezogen werden. Die Pflanzen, die bei den Schulklassen am beliebtesten sind, sind Tomaten, Kartoffeln, Salat und Kürbisse.
Das Freilandlabor beherbergt Einrichtungen, die naturnäher sein sollen, wie Teiche, eine Wildwiese, ein Moorbeet, Waldlehrpfad, Kräuterspirale, Bienenhaus, eine Schmetterlingsabteilung und Ähnliches.
Der Tier- und Spielhof umfasst vor allem ein großes Kaninchengehege und Fußballfelder.
Mitarbeiter der Gartenarbeitsschule betreuen die Schulkinder fachlich.
Der Weinhang umfasst auf einer Fläche von 500 m² etwa 200 Riesling-Rebstöcke, die von Winzern aus Bad Kreuznach gespendet wurden. Ebenso kommen jedes Frühjahr Winzer aus Bad Kreuznach, um den Weinberg zu pflegen. Betreut wird der Weinberg von einem Förderverein. Die Lese erfolgt durch Mitarbeiter des Bezirksamts Tempelhof-Schöneberg, gekeltert werden die Trauben wiederum im Schöneberger Partnerkreis Bad Kreuznach bei der Winzergenossenschaft Rheingrafenberg in Meddersheim. Nach der Verarbeitung beträgt der Ertrag etwa 70 bis 100 Flaschen „Schöneberger Nahe-Freund“-Riesling im Jahr. Der Wein wird ausschließlich vom Bezirk für repräsentative Zwecke genutzt.